# Du Feng
Du Feng (30 de julho de 1981) é um basquetebolista profissional chinês.

## Carreira
Du Feng integrou a Seleção Chinesa de Basquetebol em Atenas 2004, terminando na oitava posição.